# Homotherium
Homotherium (гомотерії) — вимерлий рід шаблезубих кішок, які жили в Євразії, Африці і Північній Америці з середнього пліоцену (3-3,5 мільйона років тому) до кінця пізнього плейстоцену (10 тисяч років тому). Вимирання гомотеріїв розпочалося з Африки, звідки ці кішки зникли приблизно 1,5 млн років тому, в Євразії даний рід вимер близько 30 тисяч років тому, і найдовше проіснував вид Homotherium serum у Північній Америці — до кінця плейстоцену, близько 10 тисяч років тому.
За даними вивчення мітохондріальної ДНК шаблезубих кішок з підродини Machairodontinae еволюційні шляхи родів Smilodon і Homotherium розійшлися близько 18 млн років тому. Всі американські і європейські піздньоплейстоценові (пост-Віллафранкські) зразки гомотеріїв були одного виду Homotherium latidens. Однією з причин, що призвели шаблезубих кішок до вимирання, була їх низька генетична різноманітність.

## Анатомія

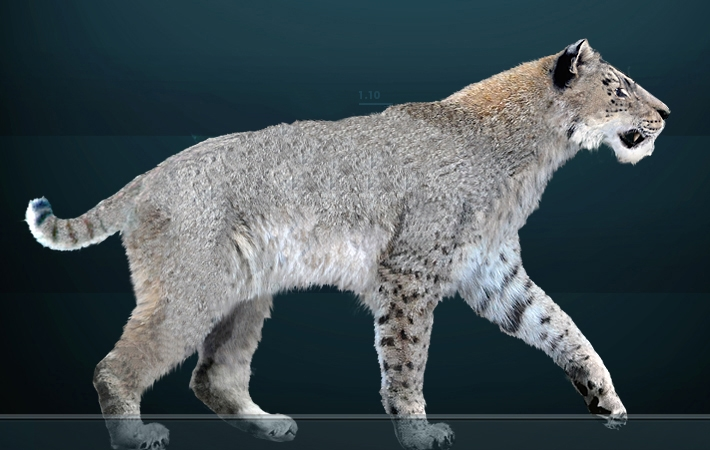
Реконструкція зовнішнього вигляду

Зріст гомотеріїв досягав 1,1 м у холці, тобто вони досягали розмірів лева, вага становила близько 190 кг. У порівнянні з деякими іншими шаблезубими кішками, як смілодон або мегантереон, у гомотеріїв були відносно короткі верхні ікла, але вони були ширше і мали щербини. Навпаки, різці гомотерія були більші, ніж у смілодонів і досягали великих розмірів. Серед сучасних котячих тільки тигр має такі великі різці, які допомагають в підйомі та перенесенні здобичі. Корінні зуби гомотеріїв були досить слабкі й не пристосовані для розгризання великих кісток. Череп був довший, ніж у смілодона і мав добре розвинений сагітальний гребінь, де кріпилися потужні м'язи, що приводили в рух нижню щелепу. Вона мала характерні відростки, які захищали верхні ікла при закритій пащі.
Зовні гомотерій дещо відрізнявся від інших великих кішок. Передні кінцівки були трохи довші задніх. Будова задніх кінцівок гомотерія вказує на те, що він стрибав гірше, ніж сучасні кішки. Тазова область, в тому числі крижові хребці, була схожа на ведмежу. Короткий хвіст складався з 13 хребців. Таким чином, статурою гомотерій був схожий на гієну.
Незвично великі, квадратні носові шляхи, як у гепарда, забезпечували швидше споживання кисню, необхідне для охолодження мозку. Ще одна схожість — розвинена зорова область головного мозку, що підкреслює здатність добре бачити вдень, а не вночі, як більшість кішок.
Проте на відміну від гепарда гомотерій був далеко не таким швидким бігуном. Судячи зі статури, гомотерій був досить витривалою твариною (за мірками котячих) і був пристосований до тривалого бігу на відкритих просторах.
Збережені м'які тканини тритижневого дитинчати H. latidens, знайденого в Сибіру у 2020 році та описаного у 2024 році, вказують на те, що забарвлення шерсті молодих особин цього виду було чорним або темно-коричневим з блідими лапами та підборіддям. Хутро на кутах рота і на потилиці було довшим, ніж на передніх кінцівках мумії. Крім того, кошеня мало широкі, округлі лапи, позбавлені п'яткової мозолі. Його хутро було густим: пристосовання до життя у засніженій місцевості, що, очевидно, розвивалося у дитинчат з дуже юного віку.

## Ареали та види

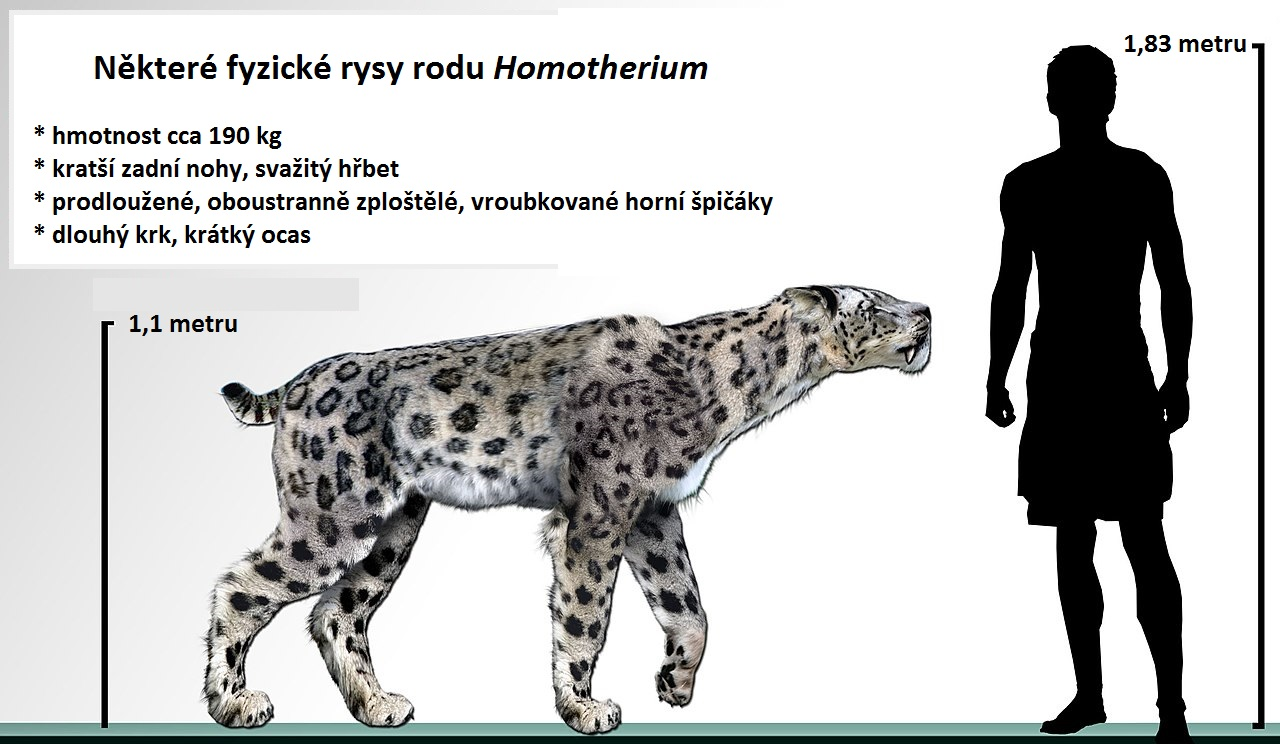
Порівняння розмірів з людиною

Гомотерії, ймовірно, походять від махайродів (Machairodus) у середньому пліоцені, за різними даними — 3 або 3,5 мільйона років тому. У плейстоцені гомотерій заселив великі території Євразії, Північної Америки, а також Африки. Скам'янілі рештки гомотерія віком 1,8 млн років були виявлені також у Венесуелі, що вказує на те, що гомотерії разом зі смілодонами прийшли у Південну Америку під час Великого Міжамериканського обміну. Однак як довго вони існували на цьому континенті, поки ще не зрозуміло.
В Євразії відомо кілька видів гомотерія: H. nestianus, H. sainzelli, H. crenatidens, H. nihowanensis, H. ultimum. Ці види розрізняють між собою в основному за формою іклів і розмірами тулуба. Однак з огляду на великий розкид в розмірах серед сучасних великих кішок, не виключено, що всі перераховані вище види належать до одного виду — Homotherium latidens.
Варто також зазначити, що до роду Homotherium деякі вчені зараховують один з видів махайрода — Machairodus davitashvilii з пізнього пліоцену Грузії. Цей вид має вузький череп і дуже довгі для гомотерія ікла. Ймовірно, цей шаблезубий кіт є перехідною формою від махайродів до гомотерія.
Два види гомотерія існували у ранньому плейстоцені в Африці — H. ethiopicum і H. hadarensis, але і вони навряд чи відрізняються від євразійських форм. На Африканському континенті гомотерії вимерли приблизно 1,5 млн років тому. У Північній Америці дуже схожий вид, H. serum, з'явився у пізньому пліоцені та дожив до кінця плейстоцену. Рештки представників цього виду знайдені від Аляски до Техасу. На півдні свого ареалу H. serum співіснував зі смілодоном, але у північних областях був єдиним видом шаблезубої кішки. Цей вид спочатку був описаний під назвою Dinobastis.
Попри великий ареал гомотерія і велику кількість його скам'янілостей, повні скелети цього хижака знаходять відносно рідко. Одним з найвідоміших місць знаходження останків гомотерія є печера Friesenhahn в Техасі, де було виявлено понад 30 скелетів гомотерія, разом з сотнями скелетів дитинчат мамонтів і декількома жахливими вовками.
Викопних решток гомотеріїв у Північній Америці знайдено менше, ніж решток його сучасника смілодона. Ймовірно, що гомотерій вів поодинокий або, в крайньому випадку, сімейний спосіб життя, і займав іншу екологічну нішу. Північна межа ареалу гомотерія проходила вище, ніж у смілодона.
Імовірно, гомотерії полювали на молодих хоботних, носорогів та інших великих тварин. Зниження чисельності гомотеріїв могло статися з поступовим вимиранням цих гігантських травоїдних.